# Абу Бакр Юнис Джабер
Абу Бакр Юнис Джабер (араб. أبو بكر يونس‎; 16 января 1940, Джалу, Итальянская Ливия — 20 октября 2011, Сирт, Ливия) — один из ближайших соратников Муаммара Каддафи, один из организаторов революции 1 сентября, глава народного комитета обороны с 1970 года, военный и политический деятель периода Джамахирии.

## Биография
Абу Бакр Юнис Джабер родился в 1940 году (по данным газеты «Франкфуртер цайтунг» в 1940 году) в селении Джалу в бедной семье. Начальное образование получил в Триполи, среднее в Бенгази. В 1963 — 1965 годах обучался в Королевском военном колледже в Бенгази, где учился на одном курсе с Абдель Саламом Джеллудом, Мухаммадом Могарефом, Мустафой аль-Харруби, Хувейлди аль-Хмейди и другими членами подпольной организации Свободных офицеров. Там же он познакомился и с Муаммаром Каддафи. После окончания колледжа Юнис Джабер получил звание младшего лейтенанта и был распределён командиром взвода в бронеавтомобильный батальон в Бенгази. В 1966 году он вместе с Каддафи проходил 10-месячную стажировку в Великобритании, где изучал британскую бронеавтомобильную технику. В группе ливийских офицеров оба выделялись строгим соблюдением исламских обычаев, отказом от алкоголя и увеселительных поездок. В 1967 году Юнису Джаберу было присвоено звание старшего лейтенанта. Вместе с Абдель Саламом Джеллудом он был одним из руководителей военных операций 1 сентября 1969 года в Триполи, а после победы революции вошёл в «совет 12-ти» — Совет Революционного Командования во главе с Каддафи уже в звании капитана.
В январе 1970 года Абу Бакр Юнис Джабер был назначен начальником Генерального штаба ливийской армии, а 23 октября 1976 года решением СРК — главнокомандующим вооружёнными силами Ливийской Арабской Республики (Муаммар Каддафи тем же решением был назначен Верховным главнокомандующим вооружёнными силами Ливии), что было равносильно посту военного министра, упразднённому в 1972 году.
В августе 1977 года Юнису Джаберу было присвоено единственное в ливийской армии звание бригадного генерала. С марта 1979 года Юнис Джабер являлся членом Революционного руководства Ливии.
16 — 18 марта 1983 года он сопровождал А. С. Джеллуда во время визита в СССР.
В 1987 году он возглавлял ливийскую делегацию на торжествах по случаю 70-й годовщины Октябрьской революции в Москве.
Во время войны в Ливии до последнего оставался на стороне каддафистов. 20 октября 2011 года он был убит вместе с Муаммаром Каддафи в Сирте.